# The Fall (série de televisão)
The Fall é uma série de televisão de drama anglo-irlandesa criada por Allan Cubitt e dirigida por Jakob Verbruggen. A série é estrelada por Gillian Anderson como Stella Gibson, uma oficial da polícia investigando uma série de assassinatos em Belfast, Irlanda do Norte. A série tem um formato diferente, mostrando tanto o lado do serial killer quanto o da polícia, passando-se na Irlanda do Norte. The Fall foi produzida pela Artists Studio, sendo transmitida na Irlanda pela RTÉ One, no Reino Unido pela BBC Two e no Brasil pelo canal +Globosat.

## História
Paul Spector (Jamie Dornan) à primeira vista parece apenas mais um pai de família dedicado à psicologia, mas tem sombrios "hábitos noturnos". Ele invade a casa de suas vítimas para cometer seus atos violentos, e nesse contexto, entra a Stella Gibson (Gillian Anderson), uma detetive britânica obstinada a resolver esses casos.

## Elenco
- Gillian Anderson como Stella Gibson.
- Jamie Dornan como Paul Spector.
- Aisling Franciosi como Katie Benedetto.
- Valene Kane como Rose Stagg.
- Sarah Beattie como Oliva Spector.
- Niamh McGrady como Danielle Ferrington.
- John Lynch como Jim Burns.
- Bronagh Waugh como Sally Ann Spector.
- Siobhan McSweeney como Mary McCurdy.
- Séainín Brennan como Liz Tyler
- Colin Morgan como DS Tom Anderson
- Bronagh Taggart como DC Gail McNally
- David Beattie	como Liam Spector
- Archie Panjabi como Reed Smith
- Laurah Almeida como Sophie Martins

## Episódios
| N° | Episódio              | Foi ao ar | Público no UK(milhões) |
| -- | --------------------- | --------- | ---------------------- |
| 1  | "Dark Descent"        | 13.05.13  | 3.53                   |
| 2  | "Darkness Visible"    | 20.05.13  | 3.38                   |
| 3  | "Insolence & Wine"    | 27.05.13  | 2.87                   |
| 4  | "My Adventurous Song" | 03.06.13  | 3.24                   |
| 5  | "The Vast Abyss"      | 10.06.13  | 3.59                   |

## Prêmios e indicações
A minissérie foi indicada a premiações como: Crime Thriller Awards, Edgar Allan Poe Awards, National Television Awards, BAFTA Awards e Irish Film and Television Awards. Jamie Dornan ganhou como Paul Spector, um Irish Film and Television Award e um Broadcasting Press Guild Award. Em 2015, Aisling Franciosi ganhou o prêmio IFTA (Irish Film and Television Awards) na categoria de melhor atriz coadjuvante por seu papel como Katie Benedetto. A série também foi premiada com dois Irish Film and Television Award e um Edgar Allan Poe Award.